# Exodus (band)
 For alternative betydninger, se Exodus. (Se også artikler, som begynder med Exodus)
Exodus er et amerikansk-thrash metal band, startet i 1979 af trommeslageren Tom Hunting, guitaristerne Tim Agnello og Kirk Hammett, og bassisten Carlton Melson. I de første år var Tom Hunting både sanger og trommeslager. Gary Holt var i starten roadie for bandet, og blev gode venner med Kirk Hammett. Gary Holt lærte de første guitar akkorder af Kirk Hammett, og da Tim Agnello forlod Exodus i 1981 overtog Gary Holt pladsen som guitarist, og har som eneste medlem medvirket på alle gruppens plader. I 1982 blev Paul Baloff lead sanger.
Bandet har gennemgået flere udskiftninger af medlemmerne, og har holdt to pauser. Bandet har dog alligevel udgivet 14 albums, og er et af de mest indflydelsesrige thrash metal bands.
Exodus har færdiggjort optagelse og mixing af deres tiende studiealbum, der blev udgivet i 2014.
De bliver af nogle stædigt omtalt som et af de fire store thrash-bands, selvom den almindelige konsensus er, at det er Anthrax, Megadeth, Metallica og Slayer.

## Biografi
I 1983 forlod Kirk Hammett Exodus for at blive medlem af Metallica, og blev erstattet af guitaristen Rick Hunolt og Rob McKillop erstattede Andrews på bas. Denne line-up udgav debutalbummet Bonded by Blood i 1985.
Kort før udgivelsen af Pleasures of the Flesh i 1987 blev Paul Baloff fyret på grund af et uhæmmet alkohol misbrug. Han blev erstattet af Steve "Zetro" Souza, som også sang for Lagacy, et band der senere blev til Testament.
Exodus' line-up forblev stabil på de næste par albums, men bandet fik aldrig den commercielle succes som Metallica eller Megadeth, på trods af at nummeret The Toxic Waltz fra det anmelderroste album Fabulous Disaster, fik en del spilletid på MTVs Handbangers Ball. Siden 1989 har The Toxic Walz altid været på Exodus live setliste. I 1990 udkom det mindre succesfulde album Impact is Imminent, og i 1991 udgav bandet deres første liveudgivelse, Good Friendly Violent Fun.
Efter udgivelsen af Good Friendly Violent Fun, turnerede bandet i et år og udgav endnu et studiealbum, Force of Habit. Dette album indeholdt flere langsommere "tungere" sange der ikke mindede så meget om deres tidligere speed/thrash materiale fra deres tidlige albums. Den mere end 11 minutter lange sang "Architech of Pain", var nok en af de langsomste sange Exodus nogensinde indspillede. Gary Holt har senere udtalt, at han syntes at Force of Habit er det dårligste Exodus-album.
Efter et par stille år hvor heavy metal-genren selv gennemgik en del ændringer, udgave Exodus kun endnu en liveoptagelse, Another Lesson in Violence, der også havde et comeback fra sangeren Paul Baloff. Exodus blev opløst igen delvist på grund af problemer med pladeselskabet Century Media og på grund af uenigheder omkring en liveoptagelse, og en filmet live-koncert, der aldrig blev udgivet. Paul Baloff døde d. 2. februar 2002 af en alkoholrelateret blodprop, tidligere sanger Steve Souza blev genforenet med Exodus. Pladen Tempo of the Damned, blev indspillet i 2004 dedikeret til Paul Baloff, hvorefter Souza forlod Exodus, på grund af økonomiske og personlige uoverensstemmelse, en dag før et liveshow i Mexico. Sangeren Steev Esquivet trådte til som livemedlem. I 2005 blev Rob Duke, som har arbejdet som guitarteknikker for Gary Holt, ny sanger. Lee Altus ex. Heathen overtog efter Rick Hunolt, og Paul Bostaph ex. Slayer blev ny trommeslager i Exodus. Efter to års pause vendte Tom Hunting tilbage og overtog trommerne.
I juni 2014 blev det annonceret, at Rob Dukes havde forladt bandet. Steve Souza bliver for tredje gang annonceret som ny sanger. Udover annonceringen af Souza som sanger, annoncerede bandet også, at de arbejdede på en ny plade med titlen Blood In, Blood Out som udkom den 14. oktober 2014. Efter Slayes guitarist Jeff Hannemans død den 2 May, 2013. Har Gary Holt været medlem af både Slayer og Exodus. Kragen Lum ex. Heathen har efterfølgende været tour medlem af Exodus, i fraværet af Gary Holts arbejde med Slayer.

## Medlemmer
- Steve Souza – Vokal
- Gary Holt – Guitar
- Lee Altus – Guitar
- Jack Gibson – Bas
- Tom Hunting – Trommer
- Kragen Lum - Guitar (Live, vikar for Gary Holt)

## Diskografi
- 1982 Demo (1982)
- Bonded by Blood (1985)
- Pleasures of the Flesh (1987)
- Fabulous Disaster (1989)
- Impact is Imminent (1990)
- Good Friendly Violent Fun (livealbum, 1991)
- Lessons in Violence (opsamlingsalbum, 1992)
- Force of Habit (1992)
- Another Lesson in Violence (livealbum, 1997)
- Tempo of the Damned (2004)
- Shovel Headed Kill Machine (2005)
- The Atrocity Exhibition... Exhibit A (2007)
- The Atrocity Exhibition... Exhibit B (2008)
- Let there be blood (2008) genindspilning af Bonded by Blood
- Blood In, Blood Out (2014)
- Persona Non Grata (2021)

## Ekstern henvisning
- Wikimedia Commons har flere filer relateret til Exodus (band)
- Officiel hjemmeside Arkiveret 19. august 2007 hos  Wayback Machine